# 브리즈번 밴디츠
브리즈번 밴디츠(Brisbane Bandits)는 2010년 창단한 오스트레일리아 ABL의 프로야구 팀이다. 퀸즐랜드주 브리즈번시를 연고로 하고 있으며 홈구장은 할로웨이 필드이다.